# Gsturmnitzgraben
Der Gsturmnitzgraben, auch Gsturmnitzbach genannt, ist ein 1,8 Kilometer langer Bach im Gebiet der Gemeinde Kainach bei Voitsberg im Bezirk Voitsberg in der Weststeiermark. Er fließt im südlichen Teil der Gleinalpe, am südwestlichen Hang des Mandlkogels und mündet dann von links kommend in den Oswaldgrabenbach.

## Verlauf
Der Gsturmnitzgraben entsteht in einem Waldstück am Südwesthang des Mandlkogels auf etwa 904 m ü. A. im südwestlichen Teil der Katastralgemeinde Gallmannsegg, etwa 250 Meter südöstlich des Hofes Köchl und 300 Meter südlich der Mandlkapelle.
Der Bach fließt anfangs in einem Waldgebiet für etwa 400 Meter ziemlich gerade nach Südsüdosten, wobei er nach rund 150 Meter den Köchlweg, die Zufahrtstraße zum Hof Köchl quert. Nachdem der Gsturmnitzgraben ein kleines von links kommenden Bach aufgenommen hat schwenkt sein Lauf nach Südosten, wobei er hier einen weiteren, diesmal von links kommenden Bach aufnimmt. Nach etwa 400 Metern fließt der Bach etwas südlich des Noigesweges in einem rund 620 Meter langen Rechtsbogen nach Süden und Südsüdwesten um einen Ausläufer des Mandlkogels zu umrunden. Der Lauf folgt dabei grob dem Verlauf des Waldrandes und der daneben befindlichen Straße, welche er auch einmal quert. Kurz vor der Abzweigung des Gerholdweges mündet ein kleiner unbenannter Wasserlauf im Gsturmnitzgraben, welcher danach in einem flachen und nach Süden verlaufenden Linksbogen einen weiteren Ausläufer des Mandlkogels umfließt. Nach etwa 200 Metern auf diesem Kurs verlässt der Bach den Wald und erreicht nach weiteren 150 Metern seine Mündung. Direkt vor seiner Mündung unterquert der Gsturmnitzgraben noch die Landesstraße L 341, die Kainacherstraße. Der Gsturmnitzgraben mündet nach über 1,8 Kilometer langem Lauf mit einem mittleren Sohlgefälle von rund 18 ‰ etwa 317 Höhenmeter unterhalb seines Ursprungs direkt an der Grenze zwischen den beiden Katastralgemeinde Kainach und Oswaldgraben in den Oswaldgrabenbach, der danach nach rechts abbiegt.
Auf seinem Lauf nimmt der Gsturmnitzgraben insgesamt drei unbenannte Wasserläufe auf.